# Das schwedische Zündholz (1964)
Die Kriminalkomödie Das schwedische Zündholz ist eine Bearbeitung aus dem Jahr 1964 von Hans Pfeiffer nach der gleichnamigen Erzählung von Anton Tschechow. Am 15. November 1964 war die Erstausstrahlung; am 19. November 1964 und am 20. August 1965 liefen Wiederholungen.

## Handlung
Das Fernsehspiel hält sich im Wesentlichen an Anton Tschechows literarische Vorlage, eine der ersten Detektivgeschichten in der Kriminalliteratur überhaupt, zugleich eine Parodierung dieses Genres mit komödiantischen Mitteln.
Der angeblich ermordete Gardekornett a. D. Mark Iwanowitsch Kljausow wird vornehmlich von dem noch jungen Anwaltsgehilfen und Schriftführer Djukowski aufgestöbert. Verdächtige gibt es einige. 
Untersuchungsrichter Tschubikow stellt seinen Gehilfen Djukowski anfangs als an der zu ermittelnden Wahrheit munter vorbeiphantasierenden Grünschnabel hin, der in der zweiköpfigen Untersuchungskommission völlig fehl am Platze ist. Schließlich ist es aber Djukowski, der den Fall aufklärt und somit seinen Vorgesetzten zum Statisten herabwürdigt.